# Copa Colombia 2025
La Copa Colombia 2025, anche nota come Copa BetPlay Dimayor 2025 per motivi di sponsorizzazione, è la 23ª edizione della coppa nazionale colombiana di calcio, iniziata il 28 maggio 2025 e con termine il 12 novembre 2025. La squadra vincente ottiene la qualificazione per la Coppa Sudamericana 2026.
La squadra campione in carica è l'Atlético Nacional, che ha vinto la sua settima coppa nazionale nell'edizione 2024.

## Formula
A partire da questa edizione la competizione ha cambiato formato, dando più partite alle squadre che non hanno ottenuto la qualificazione alle fasi finali dei rispettivi campionati. Il primo turno è quindi diviso in due fasi, la fase 1A e la fase 1B: alla prima prendono parte le 12 squadre di Categoría Primera A e le 8 di Categoría Primera B che non si sono qualificati alle semifinali di campionato. Queste 20 squadre sono divise in 4 gruppi, ognuno da 5 squadre, in maniera tale che ognuno comprenda tre squadre di Primera A e due di Primera B, che giocano sola andata, per un totale di 4 partite per squadra, con le prime due che ottengono la qualificazione agli ottavi di finale. La fase 1B vede invece partecipare le 16 squadre che hanno preso parte alla fase finale dei rispettivi campionati e che giocano un turno ad eliminazione diretta con gare di andata e ritorno per decretare le altre 8 classificate agli ottavi di finale.

## Calendario
Il programma del torneo è il seguente.
| Turno            | Turno            | Andata                     | Ritorno                    |
| ---------------- | ---------------- | -------------------------- | -------------------------- |
| Primo turno      | Fase 1A          | 28 maggio - 16 giugno 2025 | 28 maggio - 16 giugno 2025 |
| Primo turno      | Fase 1B          | 30 luglio 2025             | 6 agosto 2025              |
| Ottavi di finale | Ottavi di finale | 27 agosto 2025             | 3 settembre 2025           |
| Quarti di finale | Quarti di finale | 10 settembre 2025          | 1 ottobre 2025             |
| Semifinali       | Semifinali       | 8 ottobre 2025             | 15 ottobre 2025            |
| Finale           | Finale           | 5 novembre 2025            | 12 novembre 2025           |

## Primo turno

### Fase 1A
Alla fase 1A prendono parte i 12 club di Primera A e gli 8 di Primera B che non si sono qualificati per la seconda fase dei rispettivi tornei di Apertura.

#### Girone A
| Squadra              | P.ti | G | V | P | S | RF | RS | DR |
| -------------------- | ---- | - | - | - | - | -- | -- | -- |
| Atlético Bucaramanga | 10   | 4 | 3 | 1 | 0 | 9  | 5  | +4 |
| Deportes Quindío     | 7    | 4 | 2 | 1 | 1 | 6  | 5  | +1 |
| Boyacá Chicó         | 6    | 4 | 2 | 0 | 2 | 5  | 5  | 0  |
| Boca Juniors de Cali | 3    | 4 | 1 | 0 | 3 | 3  | 4  | -1 |
| Deportivo Cali       | 3    | 4 | 1 | 0 | 3 | 3  | 7  | -4 |

#### Girone B
| Squadra         | P.ti | G | V | P | S | RF | RS | DR |
| --------------- | ---- | - | - | - | - | -- | -- | -- |
| Envigado        | 10   | 4 | 3 | 1 | 0 | 8  | 4  | +4 |
| Alianza         | 8    | 4 | 2 | 2 | 0 | 10 | 5  | +5 |
| Águilas Doradas | 6    | 4 | 2 | 0 | 2 | 3  | 7  | -4 |
| Barranquilla    | 3    | 4 | 1 | 0 | 3 | 3  | 4  | -1 |
| Orsomarso       | 1    | 4 | 0 | 1 | 3 | 3  | 7  | -4 |

#### Girone C
| Squadra         | P.ti | G | V | P | S | RF | RS | DR |
| --------------- | ---- | - | - | - | - | -- | -- | -- |
| Atlético FC     | 8    | 4 | 2 | 2 | 0 | 5  | 3  | +2 |
| Deportivo Pasto | 7    | 4 | 2 | 1 | 1 | 7  | 3  | +4 |
| Unión Magdalena | 5    | 4 | 1 | 2 | 1 | 3  | 3  | 0  |
| Llaneros        | 5    | 4 | 1 | 2 | 1 | 3  | 5  | -2 |
| Real Santander  | 1    | 4 | 0 | 1 | 3 | 4  | 8  | -4 |

#### Girone D
| Squadra           | P.ti | G | V | P | S | RF | RS | DR |
| ----------------- | ---- | - | - | - | - | -- | -- | -- |
| Deportivo Pereira | 8    | 4 | 2 | 2 | 0 | 7  | 2  | +5 |
| Fortaleza FC      | 8    | 4 | 2 | 2 | 0 | 5  | 1  | +4 |
| Bogotá            | 4    | 4 | 1 | 1 | 2 | 2  | 6  | -4 |
| Itagui Leones     | 3    | 4 | 0 | 3 | 1 | 4  | 5  | -1 |
| La Equidad        | 3    | 4 | 1 | 0 | 3 | 3  | 7  | -4 |